# Frente Anarquista Revolucionario
El Frente Anarquista Revolucionario (acotado comúnmente como FAR) fue una guerrilla urbana terrorista que estuvo activa en la Zona Metropolitana de Santiago, responsable de varios sabotajes y ataques incendiarios y explosivos. El grupo ganó atención mediática por los atentados que realizó y llegaron a adjudicar.

## Contexto
Desde los mediados de la década de los 2000 se registró un brote de atentados explosivos donde comúnmente atacaban sus objetivos con explosivos caseros, comúnmente rellenos de pólvora o cualquier explosivo de mediano poder, provocando daños materiales. Alrededor de dos tercios de las bombas detonaron, y el resto fueron desactivadas. Los objetivos incluyen bancos (aproximadamente un tercio de las bombas), estaciones de policía, cuarteles y oficinas del ejército, iglesias, embajadas, la sede de partidos políticos, oficinas de empresas, juzgados y edificios gubernamentales, además de detonar a altas horas de la noche, y rara vez hay heridos entre los transeúntes, ninguno grave.

## Actividad
En el primer comunicado del grupo, este clama responsabilidad de una explosión a un conjunto de viviendas pertenecientes a miembros de Carabineros de Chile esto en la comuna de Lo Espejo resultando en daños materiales según el grupo, aunque no es reportado por la prensa. El 14 de agosto del 2008 el grupo clamó el incendio la sede de Izquierda Cristiana de Chile, esto en la comuna de Santiago Centro, esto mientras la dirección del partido y algunos militantes estaban dentro del edificio. El incendio dejó daños importantes en la sede del partido y en edificios vecinos. Al día siguiente el grupo clamó responsabilidad del ataque.
El grupo siguió sacando comunicados durante el mes de septiembre y octubre, clamando cortes de ruta y enfrentamientos contra Carabineros en las comunas de Lo Espejo y San Bernardo, donde clamó responsabilidad de haber herido al Carabinero Esteban Cheuqueñir Rivera, esto durante los disturbios del 11 de septiembre. El 7 de octubre, el grupo coloco un explosivo de 400 gramos de TNT colocada en las oficinas de la Sociedad de Fomento Fabril (SOFOFA). Alrededor de dos mil personas que trabajaban en el edificio son evacuadas. El GOPE logra desactivar la bomba pocos minutos antes de que explotase. Este fue el incidente más mediático del grupo. Al día siguiente el grupo clamó responsabilidad del explosivo, y también de un supuesto sabotaje en el Metro de Santiago, aunque este último fue reportado como una falla común en el sistema eléctrico de las vías.
Días después el 20 de octubre, el grupo clamó el ataque incendiario contra la sede del Partido Demócrata Cristiano, en la comuna Recoleta, provocando graves daños al edificio, con daños que se aproximan a los 20 millones de pesos. El ataque causó indigación entre la clase política, más por ser durante la antesala de las Elecciones municipales de Chile de 2008. Después de este ataque el grupo clamó un supuesto sabotaje que la prensa ni las autoridades confirmaron.
El 26 de noviembre el grupo clamó el incendio del Teatro Teletón en Santiago, que dejó daños materiales leves, y también clamó el incendio de un edificio perteneciente a la Automotora Gomá, esto en la ciudad de Temuco, dejando totalmente calcinado a dos vehículos y varios más sufrieron daños de consideración. La intensidad del incendio requirió que tres compañías de bomberos acudieran al lugar para apagar las llamas.
A finales de 2008 el grupo fue acusado por otras células anarquistas de ejecutar Ataque de falsa bandera, esto por la complejidad de algunos ataques, así como el poco lapso de tiempo que tenían entre los atentados. Después de esto el grupo saco una carta aclaratoria donde justifica su accionar El último comunicado del grupo fue lanzado el 14 de enero del 2009 cuando se adjudicaron un falso explosivo en las oficinas de SERVIPAG, en la comuna de Lo Espejo, que las autoridades y la prensa no reportaron.